# Pentonville-Gefängnis
Das Pentonville-Gefängnis (HM Prison Pentonville) wurde 1842 in Pentonville im Norden Londons errichtet. Das Design war vom Eastern State Penitentiary in Philadelphia beeinflusst.

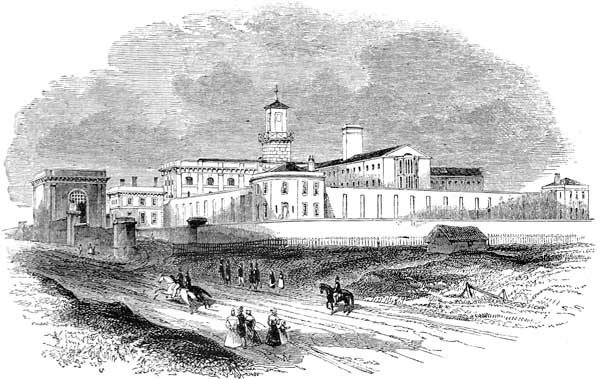
Ansicht des Gefängnisses in einem zeitgenössischen Stich

## Geschichte
Das erste moderne Gefängnis Londons, das Millbank-Gefängnis, wurde 1816 eröffnet. Es verfügte über separate Zellen für 860 Gefangene und erwies sich in seiner Funktion als zufriedenstellend. Somit diente es als Vorbild für Gefängnisse, die für das erhöhte Aufkommen an Gefangenen nach Abschaffung der Todesstrafe für viele Verbrechen benötigt wurden. Des Weiteren wurden auch weniger Gefangene deportiert, was die Anzahl der zu Inhaftierenden weiter steigen ließ.
Der Bau wurde am 10. April 1840 begonnen, die Baukosten beliefen sich auf 84.186 Pfund, 12 Schilling und 2 Pence. Von einem Zentralgebäude liefen fünf Zellentrakte sternförmig aus, Gefängnisaufseher konnten somit alle fünf Trakte von einem zentralen Punkt aus einsehen.
Pentonville wurde für 520 Gefangene errichtet, die Haftstrafen verbüßten oder auf ihre Deportation warteten, mit jeweils einer Zelle für jeden Gefangenen. Diese Zellen waren knapp 4 Meter (13 Fuß) lang, etwa 2 Meter (7 Fuß) breit und 2,70 Meter (9 Fuß) hoch. Die Haftbedingungen waren um einiges besser und gesünder als in den älteren Gefängnissen Londons, wie zum Beispiel im Newgate-Gefängnis. Die Gefangenen wurden zu Arbeiten verpflichtet, wie etwa Weben oder das Rupfen von Kokosfasern für die Seilerei. Die Kosten für einen Gefangenen beliefen sich etwa auf 15 Schillinge pro Woche.
Zur Todesstrafe verurteilte Gefangene wurden bis zur Schließung des Newgate-Gefängnisses 1902 nicht in Pentonville inhaftiert. Ab diesem Jahr wurden Hinrichtungen in Nordlondon hier ausgeführt. Weitere Zellen wurden angebaut sowie ein Gebäude für die Hinrichtungen, um die Galgen aus Newport aufzunehmen. Am 6. Juli 1961 fand die letzte Hinrichtung statt. Der 21-jährige Edwin Bush wurde wegen Mordes gehängt.
Pentonville wurde zum Vorbild für britische Gefängnisse, weitere 54 wurden während der folgenden sechs Jahre nach demselben Design errichtet. Weitere folgten im gesamten britischen Empire.
Heute dient das Gefängnis als Untersuchungsgefängnis sowie für Gefangene, die kurze Haftstrafen verbüßen oder längere beginnen. Am 31. Januar 2006 saßen 1.177 männliche Erwachsene hier ein.

Das Pentonville-Gefängnis im Jahr 1843
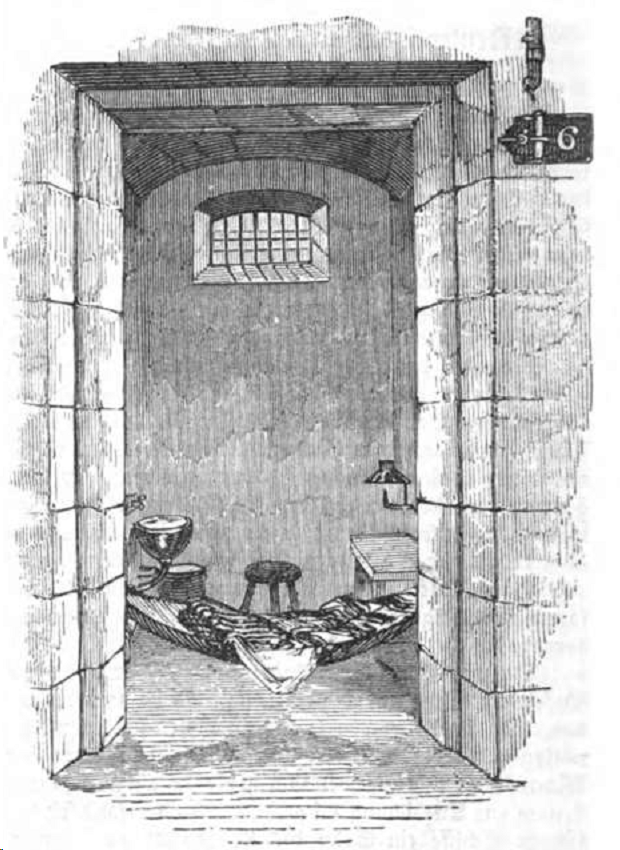
Inneres einer Zelle
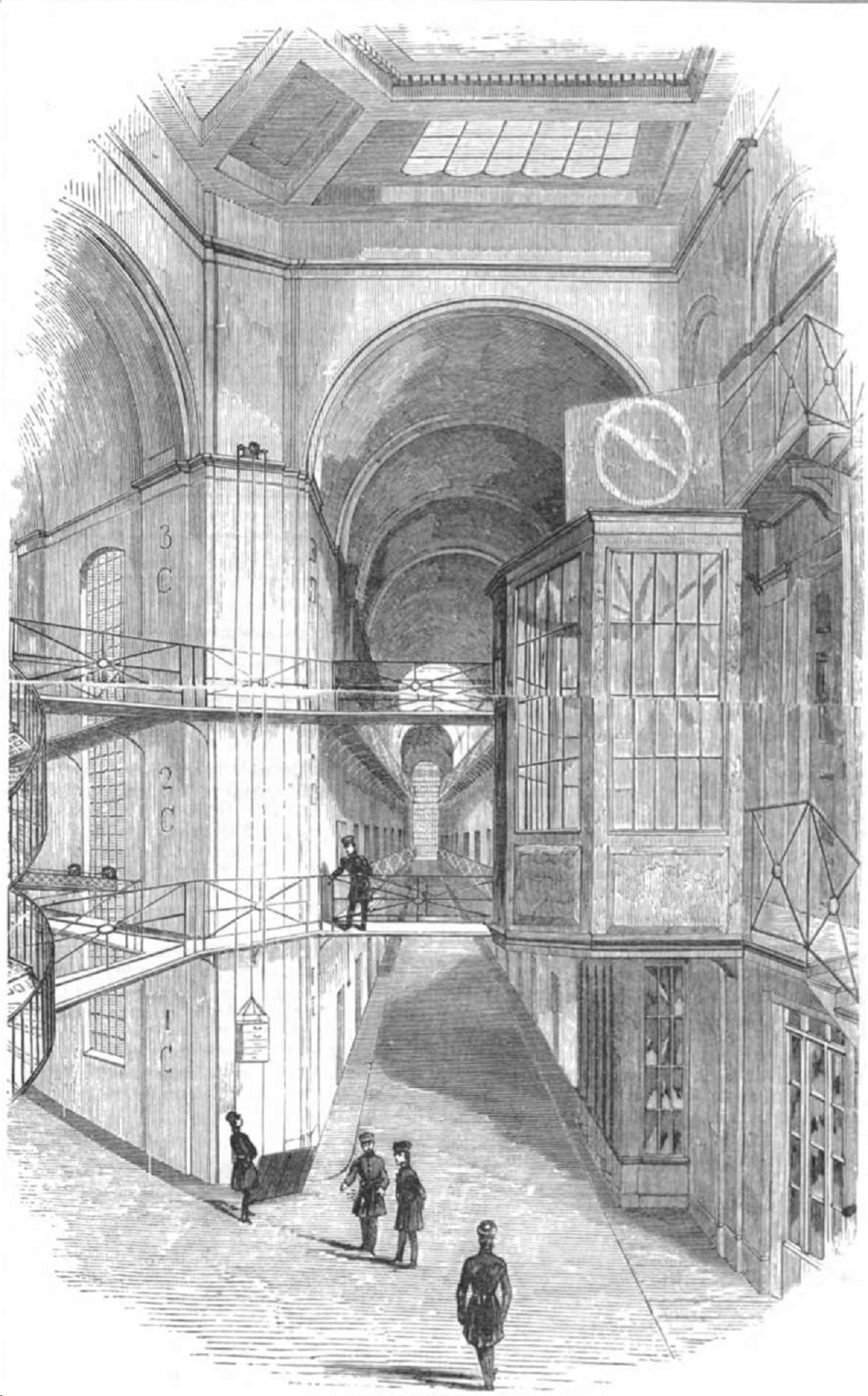
Große Mittelhalle
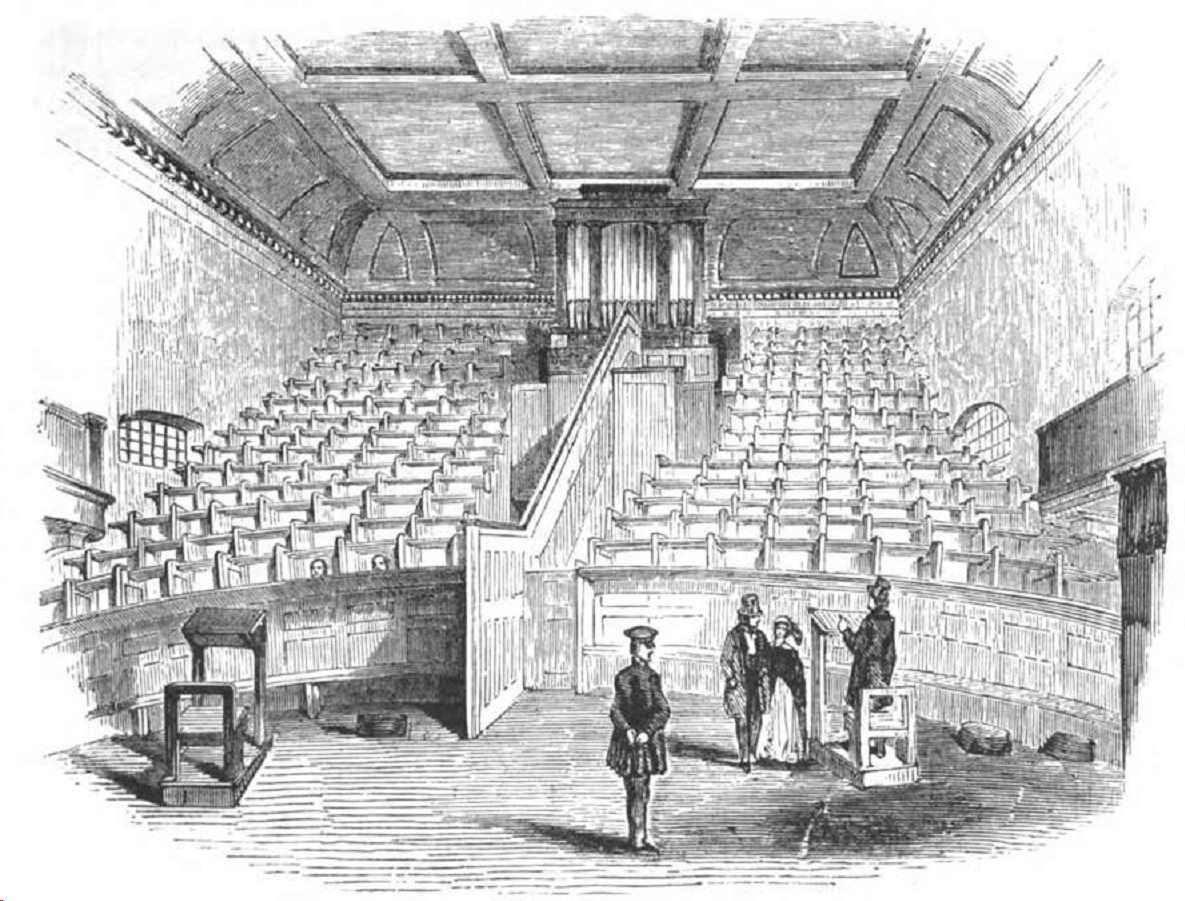
Gefängniskirche
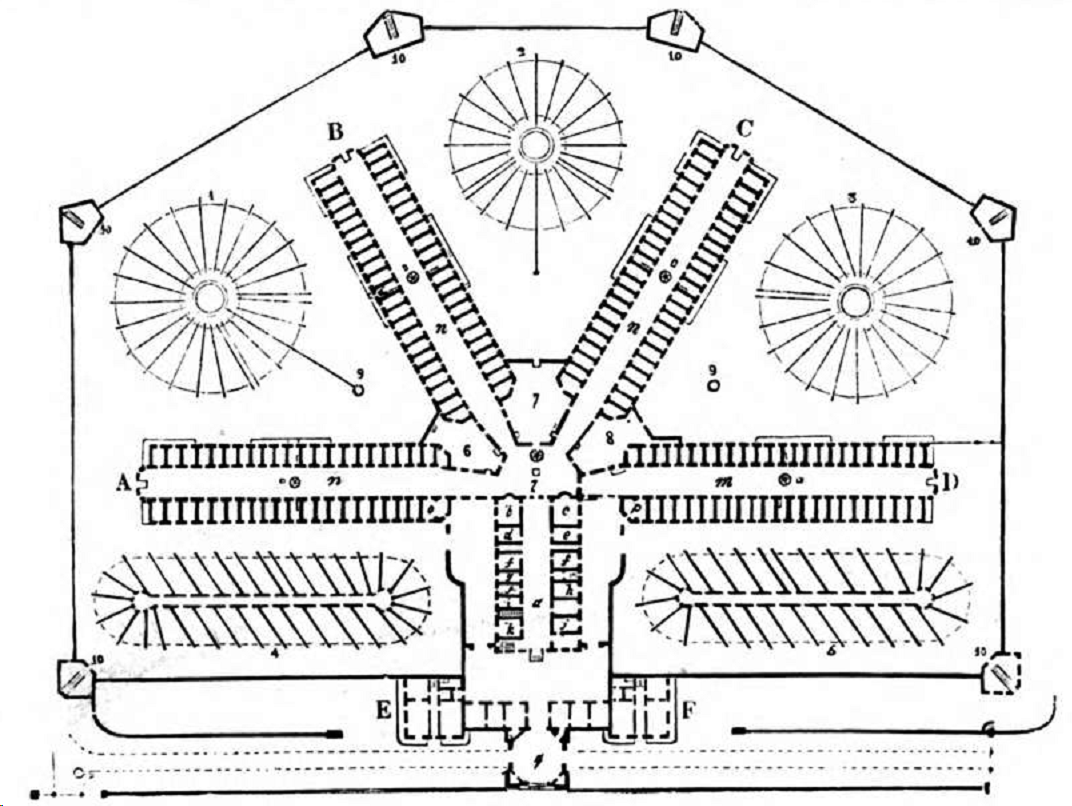
Grundriss
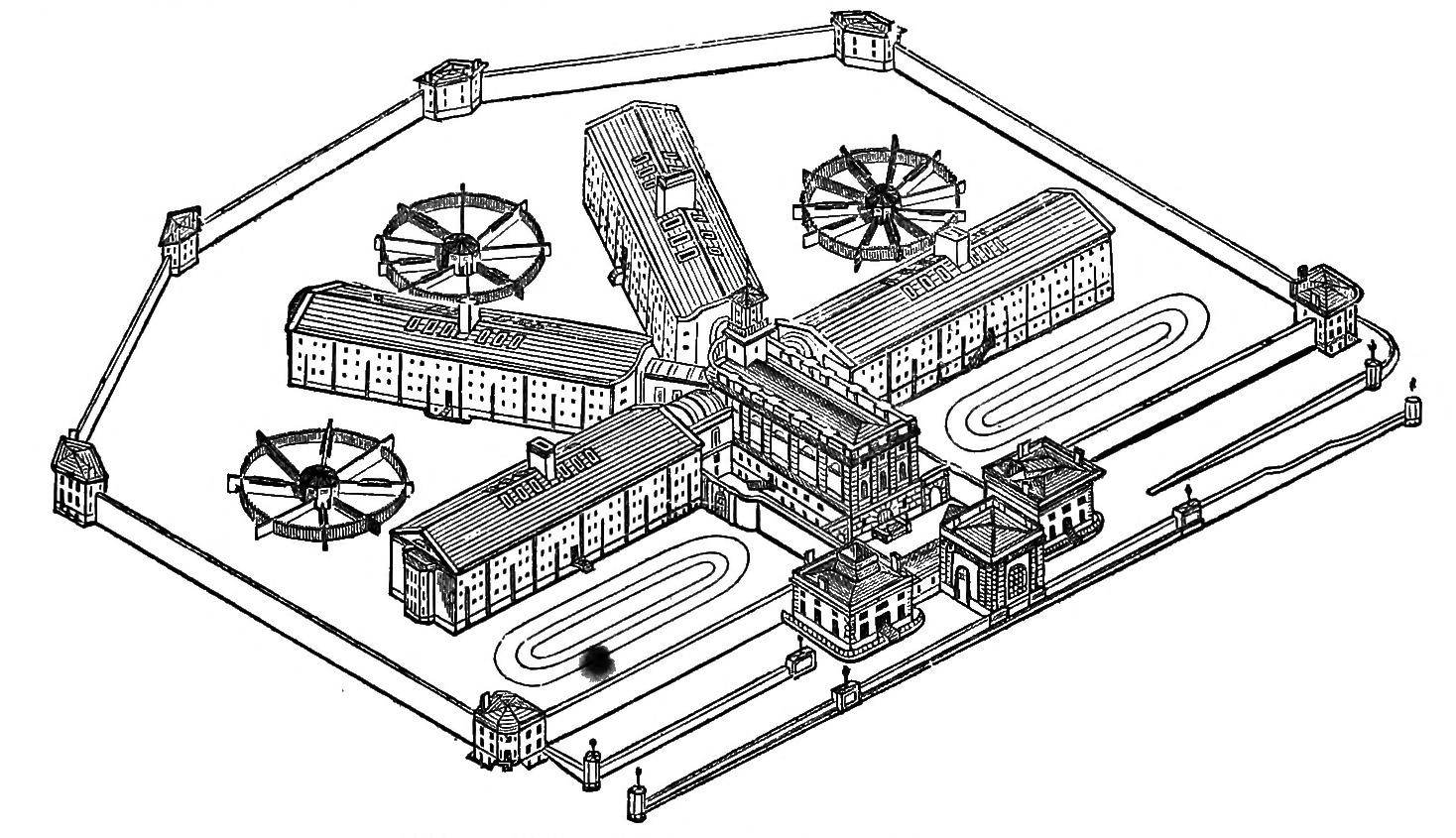
Isometrie von Joshua Jebb (1844)

## Berühmte Gefangene
- Oscar Wilde saß 1895 vor seiner Verlegung nach Wandsworth beziehungsweise Reading hier ein.
- Der irische Revolutionär Roger Casement wurde hier am 3. August 1916 gehängt.
- Hawley Crippen (1862–1910), erster Strafverfolgter, der mit Hilfe der drahtlosen Kommunikation verhaftet werden konnte. Er wurde in einem umstrittenen Prozess schuldig gesprochen und 1910 gehängt.
- Udham Singh, erschoss 1940 Sir Michael O’Dwyer, der während des Amritsar-Massakers Gouverneur des Punjab war. Singh war in Pentonville inhaftiert und wurde hier 1940 gehängt.
- Der Sänger der Stranglers, Hugh Cornwell, saß 1980 wegen Drogenbesitzes hier ein.
- Der Schauspieler John Alford war 1999 sechs Wochen inhaftiert, nachdem er einem Reporter Drogen verkauft hatte.
- Pete Doherty verbrachte hier im Februar 2005 vier Nächte, nachdem er eine Kaution nicht bezahlen konnte.
- Boy George trat hier am 16. Januar 2009 eine 15 Monate dauernde Haftstrafe an, weil er einen Callboy in seiner Wohnung gefesselt und festgehalten hatte.